# Torrent de Montpaó
El Torrent de Montpaó és un curs discontinu d'aigua que neix a la part alta del terme municipal de Calafell i desemboca a la seva platja. A la riba del torrent s'ha urbanitzat diverses parts del terme i al costat d'una de les urbanitzacions encara es conserva la Barraca del Fondo de Montpaó, declarada Bé Cultural d'Interès Local.
El naixement del torrent es considera en el Fondo de Comalleó, on hi arriben aigües del vessant oest de la Serra del Mig, molt urbanitzada. Baixa cap a la Plana de Montpaó, on rep aigües de la Muntanya del Gaspar. Travessa la gorja entre el Montpaó i la Muntanya del Borrell per continuar cap al migdia per la Plana de Cal Borrell. Després de passar per davall de l'autopista C-32, roman canalitzat pel Mas de l'Espasa, passant entre el Pujal i l'Escarnosa. Després de passar pel nord de la Torre d'en Viola, el torrent gira cap al sud fins a arribar a la platja en forma d'eixamplament anomenat l'Estany Llarg. La longitud total del curs del Torrent de Montpaó és de vora set mil metres.